# Philodromus floridensis
Philodromus floridensis este o specie de păianjeni din genul Philodromus, familia Philodromidae, descrisă de Banks, 1904. Conform Catalogue of Life specia Philodromus floridensis nu are subspecii cunoscute.